# Премия «Грэмми» за лучший альбом года
Пре́мия «Грэ́мми» за лу́чший альбо́м го́да (англ. Grammy Award for Album of the Year) присуждается Национальной академией искусства и науки звукозаписи за «художественные достижения, техническое мастерство и значительный вклад в развитие звукозаписи без учёта продаж и позиции в чартах» ежегодно с 1959 года. Является одной из самых престижных наград в современной музыкальной индустрии, которую можно сравнить с премией «Оскар» в кинематографе. Номинация «Песня года» (англ. Song of the Year) является одной из 4 самых главных (Большая четвёрка, The Big Four) из более чем 100 других номинаций этой премии.
- В период с 1965 по 1980 год, в номинации «Альбом года» артист, являющийся одновременно продюсером собственного альбома, получал одну премию Грэмми как артист и дополнительную премию, как продюсер[7].

## Рекорды
Тейлор Свифт (2010, 2016, 2021, 2024) имеет наибольшее число побед в этой категории, 4 в качестве исполнителя. Также по 3 награды имеют Даниэль Лануа (Канада), Райан Теддер (наибольшее число побед в качестве продюсеров), а Боб Людвиг, Том Койн (как звукоинженеры по мастерингу) и Том Элмхирст (как звукоинженер по микшированию). Боб Людвиг также единственная персона, которой удалось победить три года подряд (2013—2015).
Пол Маккартни лидирует по числу номинаций, которых у него 9: пять в составе группы The Beatles, 3 за сольные альбомы и 1 в составе группы Wings. Фрэнк Синатра и Стиви Уандер единственные, кто два года подряд были победителями в этой категории: Фрэнк в 1966 и 1967 годах, а Стиви — в 1974 и 1975 годах. Дважды, но с перерывом во времени побеждали Пол Саймон (1976, 1987), группа U2 (1988, 2006) и Адель (2012, 2017). Однако, рекордсменами и 4-кратными обладателями этой премии являются звукоинженеры альбомов:
- Том Койн, мастеринг-инженер — 21 (2012), 1989 (2016), 25 (2017), 24K Magic (2018)
- Сербан Генеа, звукоинженер/микширование — 1989 (2016), 25 (2017), 24K Magic (2018), Folklore (2021)
- Джон Хейнс, звукоинженер/микширование — 1989 (2016), 25 (2017), 24K Magic (2018), Folklore (2021)

Альбомы Supernatural (2000, Карлос Сантана) и How to Dismantle an Atomic Bomb (2006, U2) получили наибольшее в сумме количество статуэток Грэмми: по 9 каждый, включая Альбом года и ещё в разных других категориях.
Билли Айлиш в 2020 году стала самым молодым лауреатом этой премии. Стиви Уандер в 1974 году стал самым молодым лауреатом-певцом премии в этой категории: ему тогда было 23 года.

## 1960-е годы
| Год  | Победители                            | Альбом                                | Номинанты | Фото          | Прим.        |
| ---- | ------------------------------------- | ------------------------------------- | --- | ------------- | ------------ |
| 1959 | Генри Манчини                         | The Music from Peter Gunn             | - Come Fly with Me — Фрэнк Синатра - Ella Fitzgerald Sings the Irving Berlin Songbook — Элла Фицджеральд - Frank Sinatra Sings for Only the Lonely — Фрэнк Синатра - Чайковский: Концерт для фортепиано с оркестром № 1, соч. 23 — Ван Клиберн | Генри Манчини | [ 9 ] [ 10 ] |
| 1960 | Фрэнк Синатра                         | Come Dance with Me!                   | - Belafonte at Carnegie Hall — Гарри Белафонте - More Music From Peter Gunn — Генри Манчини - Rachmaninoff Piano Concerto No. 3 — Ван Клиберн - Victory at Sea, Vol. 1 — Рассел Роберт Беннетт                                                 | Фрэнк Синатра | [ 9 ] [ 11 ] |
| 1961 | Боб Ньюхарт                           | The Button-Down Mind of Bob Newhart   | - Belafonte Returns to Carnegie Hall — Гарри Белафонте - Brahms: Concert No. 2 in B-Flat — Святослав Рихтер - Nice 'n' Easy — Фрэнк Синатра - Пуччини: Турандот — Эрих Лайнсдорф - Wild Is Love — Нэт Кинг Коул                                | Боб Ньюхарт   | [ 9 ] [ 12 ] |
| 1962 | Джуди Гарленд                         | Judy at Carnegie Hall                 | - Breakfast at Tiffany’s: Soundtrack — Генри Манчини - Genius + Soul = Jazz — Рэй Чарльз - Great Band with Great Voices — Si Zentner & Джонни Манн - The Nat King Cole Story — Нэт Кинг Коул - West Side Story Soundtrack — Саундтрек          | Джуди Гарленд | [ 9 ] [ 13 ] |
| 1966 | Фрэнк Синатра — продюсер: Сонни Бёрк  | September of My Years                 | - Help! — The Beatles - My Name Is Barbra — Барбра Стрейзанд - My World — Эдди Арнольд - The Sound of Music Soundtrack — Саундтрек мюзикла Звуки музыки                                                                                        | Фрэнк Синатра | [ 9 ] [ 14 ] |
| 1967 | Фрэнк Синатра — продюсер: Сонни Бёрк  | A Man and His Music                   | - Color Me Barbra — Барбра Стрейзанд - Dr. Zhivago Soundtrack — Морис Жарр - Revolver — The Beatles - What Now My Love — Герб Алперт и оркестр Tijuana Brass                                                                                   | Фрэнк Синатра | [ 9 ] [ 15 ] |
| 1968 | The Beatles — продюсер: Джордж Мартин | Sgt. Pepper’s Lonely Hearts Club Band | - Francis Albert Sinatra & Antonio Carlos Jobim — Фрэнк Синатра & Антониу Карлос Жобин - It Must Be Him — Викки Карр - My Cup Runneth Over — Эд Эймс - Ode to Billie Joe — Бобби Джентри                                                       | The Beatles   | [ 9 ] [ 16 ] |

## 1970-е годы
| Год  | Победители | Альбом                                               | Номинанты | Фото                 | Прим.  |
| ---- | --- | ---------------------------------------------------- | --- | -------------------- | ------ |
| 1970 | Blood, Sweat & Tears — продюсер: James William Guercio | Blood, Sweat & Tears                                 | - Abbey Road — The Beatles - The Age of Aquarius — The 5th Dimension - Crosby, Stills & Nash — Crosby, Stills & Nash - At San Quentin — Джонни Кэш                   | Blood, Sweat & Tears | [ 17 ] |
| 1971 | Simon & Garfunkel — продюсеры: Арт Гарфанкел, Пол Саймон & Roy Halee                                                                                                  | Bridge over Troubled Water                           | - Chicago — Chicago - Close to You — The Carpenters - Déjà Vu — Crosby, Stills, Nash and Young - Elton John — Элтон Джон - Sweet Baby James — Джеймс Тейлор          | Simon & Garfunkel    | [ 18 ] |
| 1972 | Кэрол Кинг — продюсер: Lou Adler | Tapestry                                             | - All Things Must Pass — Джордж Харрисон - Carpenters — The Carpenters - Jesus Christ Superstar — Various Artists - Shaft — Айзек Хейз                               | Кэрол Кинг           | [ 19 ] |
| 1973 | Джордж Харрисон & Friends (Ravi Shankar, Боб Дилан, Леон Расселл, Ринго Старр, Билли Престон, Эрик Клэптон & Клаус Форман) — продюсеры: Джордж Харрисон & Фил Спектор | The Concert for Bangladesh                           | - American Pie — Дон Маклин - Jesus Christ Superstar (Original Broadway Cast Recording) — Various Artists - Moods — Нил Даймонд - Nilsson Schmilsson — Гарри Нилссон | Джордж Харрисон      | [ 20 ] |
| 1974 | Стиви Уандер — продюсер: Стиви Уандер | Innervisions                                         | - Behind Closed Doors — Чарли Рич - The Divine Miss M — Бетт Мидлер - Killing Me Softly — Роберта Флэк - There Goes Rhymin' Simon — Пол Саймон                       | Стиви Уандер}        | [ 21 ] |
| 1975 | Стиви Уандер — продюсер: Стиви Уандер | Fulfillingness' First Finale                         | - Back Home Again — Джон Денвер - Band on the Run — Пол Маккартни & Wings - Caribou — Элтон Джон - Court and Spark — Джони Митчелл                                   | Стиви Уандер         |        |
| 1976 | Пол Саймон — продюсеры: Пол Саймон & Фил Рамон | Still Crazy After All These Years                    | - Between the Lines — Janis Ian - Captain Fantastic and the Brown Dirt Cowboy — Элтон Джон - Heart Like a Wheel — Линда Ронстадт - One of These Nights — The Eagles  | Пол Саймон           | [ 22 ] |
| 1977 | Стиви Уандер — продюсер: Стиви Уандер | Songs in the Key of Life                             | - Breezin' — Джордж Бенсон - Chicago X — Chicago - Frampton Comes Alive! — Питер Фрэмптон - Silk Degrees — Боз Скаггз                                                | Стиви Уандер         | [ 23 ] |
| 1978 | Fleetwood Mac — продюсеры: Fleetwood Mac, Ken Caillat & Richard Dashut                                                                                                | Rumours                                              | - Aja — Steely Dan - Hotel California — The Eagles - JT — Джеймс Тейлор - Star Wars Soundtrack — John Williams + London Symphony Orchestra                           | Fleetwood Mac        | [ 24 ] |
| 1979 | Bee Gees/Various artists | Saturday Night Fever: The Original Movie Sound Track | - Even Now — Барри Манилоу - Grease Original Soundtrack Album — Various Artists - Running on Empty — Джексон Браун - Some Girls — The Rolling Stones                 | Bee Gees             | [ 25 ] |

## 1980-е годы
| Год  | Победители                                                             | Альбом             | Номинанты | Фото                   |        |
| ---- | ---------------------------------------------------------------------- | ------------------ | --- | ---------------------- | ------ |
| 1980 | Билли Джоэл — продюсер Фил Рамон                                       | 52nd Street        | - Minute by Minute — The Doobie Brothers - The Gambler — Кенни Роджерс - Bad Girls — Донна Саммер - Breakfast in America — Supertramp           | Билли Джоэл            | [ 26 ] |
| 1981 | Кристофер Кросс — продюсер Michael Omartian                            | Christopher Cross  | - Glass Houses — Билли Джоэл - The Wall — Pink Floyd - Trilogy: Past Present Future — Фрэнк Синатра - Guilty — Барбра Стрейзанд                 | Кристофер Кросс        | [ 27 ] |
| 1982 | Джон Леннон & Йоко Оно — продюсеры Джек Дуглас, John Lennon & Yoko Ono | Double Fantasy     | - Mistaken Identity — Ким Карнс - Breakin' Awayen — Эл Джерро - The Dude — Куинси Джонс - Gaucho — Steely Dan                                   | Джон Леннон и Йоко Оно | [ 28 ] |
| 1983 | Toto — продюсер Toto                                                   | Toto IV            | - American Fool — Джон Мелленкамп - The Nightfly — Дональд Фейген - The Nylon Curtain — Билли Джоэл - Tug of War — Пол Маккартни                | Toto                   | [ 29 ] |
| 1984 | Майкл Джексон — продюсеры Майкл Джексон & Куинси Джонс                 | Thriller           | - Let's Dance — Дэвид Боуи - An Innocent Man — Билли Джоэл - Synchronicity — The Police - Flashdance Soundtrack — Various Artists               | Майкл Джексон          | [ 30 ] |
| 1985 | Лайонел Ричи — продюсеры James Anthony Carmichel & Лайонел Ричи        | Can't Slow Down    | - She’s So Unusual — Синди Лопер - Purple Rain — Prince & The Revolution - Born in the U.S.A. — Брюс Спрингстин - Private Dancer — Тина Тёрнер  | Лайонел Ричи           | [ 31 ] |
| 1986 | Фил Коллинз — продюсеры Hugh Padgham & Фил Коллинз                     | No Jacket Required | - Brothers in Arms — Dire Straits - Whitney Houston — Уитни Хьюстон - The Dream of the Blue Turtles — Стинг - We Are the World — USA for Africa | Фил Коллинз            | [ 32 ] |
| 1987 | Пол Саймон — продюсеры Roy Halee & Пол Саймон                          | Graceland          | - So — Питер Гэбриэл - Control — Джанет Джексон - The Broadway Album — Барбра Стрейзанд - Back in the High Life — Стив Уинвуд                   | Пол Саймон             | [ 33 ] |
| 1988 | U2 — продюсеры Брайан Ино и Даниэль Лануа                              | The Joshua Tree    | - Whitney — Уитни Хьюстон - Bad — Майкл Джексон - Trio — Долли Партон, Линда Ронстадт & Эммилу Харрис - Sign o' the Times — Принс               | U2                     | [ 34 ] |
| 1989 | Джордж Майкл — продюсер Джордж Майкл                                   | Faith              | - Tracy Chapman — Трейси Чэпмен - Simple Pleasures — Бобби Макферрин - …Nothing Like the Sun — Стинг - Roll with It — Стив Уинвуд               | Джордж Майкл           | [ 35 ] |

## 1990-е годы
| Год  | Победители | Альбом                                   | Номинанты | Фото             |        |
| ---- | --- | ---------------------------------------- | --- | ---------------- | ------ |
| 1990 | Бонни Рэйтт — продюсер Don Was | Nick of Time                             | - The End of the Innocence — Дон Хенли - The Raw and the Cooked — Fine Young Cannibals - Full Moon Fever — Том Петти - Traveling Wilburys Vol. 1 — Traveling Wilburys                             | Бонни Рэйтт      | [ 36 ] |
| 1991 | Куинси Джонс & Various Artists — продюсер Куинси Джонс | Back on the Block                        | - Mariah Carey — Мэрайя Кэри - ...But Seriously — Фил Коллинз - Please Hammer, Don’t Hurt ’Em — MC Hammer - Wilson Phillips — Wilson Phillips                                                     | Куинси Джонс     | [ 37 ] |
| 1992 | Натали Коул — продюсеры Andre Fischer, Дэвид Фостер & Tommy LiPuma | Unforgettable... with Love               | - Heart in Motion — Эми Грант - Luck of the Draw — Бонни Рэйтт - Out of Time — R.E.M. - The Rhythm of the Saints — Пол Саймон                                                                     | Натали Коул      | [ 38 ] |
| 1993 | Эрик Клептон — продюсер Russ Titelman | Unplugged                                | - Ingénue — k.d. lang - Diva — Энни Леннокс - Achtung Baby — U2 - Beauty and the Beast: Original Motion Picture Soundtrack — Various Artists                                                      | Эрик Клептон     | [ 39 ] |
| 1994 | Уитни Хьюстон — продюсеры Бэйбифейс, BeBe Winans, Дэвид Коул, Дэвид Фостер, L.A. Reid, Нарада Майкл Уолден & Robert Clivilles                                                                                      | The Bodyguard: Original Soundtrack Album | - Kamakiriad — Дональд Фейген - River of Dreams — Билли Джоэл - Automatic for the People — R.E.M. - Ten Summoner's Tales — Sting                                                                  | Уитни Хьюстон    | [ 40 ] |
| 1995 | Тони Беннетт — продюсер Дэвид Кан | MTV Unplugged: Tony Bennett              | - The Three Tenors in Concert 1994 — Хосе Каррерас, Пласидо Доминго & Лучано Паваротти вместе с Зубин Мета - From the Cradle — Эрик Клэптон - Longing in Their Hearts — Бонни Рэйтт - Seal — Seal | Тони Беннетт     | [ 41 ] |
| 1996 | Аланис Мориссетт — продюсер Глен Баллард | Jagged Little Pill                       | - Daydream — Мэрайя Кэри - HIStory: Past, Present and Future, Book I — Майкл Джексон - Relish — Джоан Осборн - Vitalogy — Pearl Jam                                                               | Аланис Мориссетт | [ 42 ] |
| 1997 | Селин Дион — продюсеры Альдо Нова, Billy Steinberg, Dan Hill, Дэвид Фостер, Humberto Gatica, Жан-Жак Гольдман, Jeff Bova, Jim Steinman, Джон Джоунз, Ric Wake, Rick Hahn, Rick Nowels, Roy Bittan & Steven Rinkoff | Falling into You                         | - Odelay — Бек - The Score — The Fugees - Mellon Collie and the Infinite Sadness — The Smashing Pumpkins - Waiting to Exhale: Original Soundtrack Album — Various Artists                         | Селин Дион       | [ 43 ] |
| 1998 | Боб Дилан — продюсер Даниэль Лануа | Time out of Mind                         | - The Day — Бэйбифейс - This Fire (альбом) — Пола Коул - Flaming Pie — Пол Маккартни - OK Computer —Radiohead                                                                                     | Боб Дилан        | [ 44 ] |
| 1999 | Лорин Хилл; — звукоинженеры Chris Theis, Commissioner Gordon, Johnny Wydrycz, Ken Johnston, Matt Howe, Storm Jefferson, Tony Prendatt & Warren Riker — продюсер Лорин Хилл                                         | The Miseducation of Lauryn Hill          | - Ray of Light — Мадонна - The Globe Sessions — Шерил Кроу - Version 2.0 — Garbage - Come On Over — Шанайя Твейн                                                                                  | Лорин Хилл       | [ 45 ] |

## 2000-е годы
| Год  | Победители | Альбом                                | Номинанты | Фото                         | Прим. |
| ---- | --- | ------------------------------------- | --- | ---------------------------- | ----- |
| 2000 | Santana; — Родни Холмс, Тони Линдсей, Карл Пирассо, Рауль Риков, Бенни Риетвельд, Карлос Сантана, Честер Томпсон; — звукоинженеры Альваро Вильягра, Энди Грасси, Антон Пукшанский, Бенни Факконе, Крис Тиес, Комиссионер Гордон, Дэвид Фрэйзер, Дэвид Тинер, Глен Колоткин, Джефф Пое, Джим Гейнс, Джим Скотт, Джон Гэмбл, Джон Карпович, Джон Сеймур, Мэтти Спиндель, Майк Коаззи, Стив Феррон, Стив Фонтано, T-Ray, Том Лорд-Алдж, Тони Приндетт и Уоррен Рикер; — продюсеры Алекс Гонсалес, Арт Ходж, Чарльз Гуден, Клайв Дэвис, Данте Росс, The Dust Brothers, Фер Оливера, Джерри Дюплесси, К. С. Портер, Лорин Хилл, Мэтт Серлетик, Стивен М. Харрис и Вайклеф Жан                                                                                     | Supernatural                          | - Millennium — Backstreet Boys - Fly — Dixie Chicks - When I Look in Your Eyes — Дайана Кролл - FanMail — TLC                                                             | Карлос Сантана               |       |
| 2001 | Steely Dan (Уолтер Беккер, Дональд Фрейген); — звукоинженеры Дейв Рассел, Эллиот Шейнер, Фил Бёрнетт и Роджер Николс; — продюсеры Дональд Фрейген & Уолтер Беккер; | Two Against Nature                    | - Midnite Vultures — Бек - The Marshall Mathers LP — Эминем - Kid A — Radiohead - You're the One — Пол Саймон                                                             | Steely Dan                   |       |
| 2002 | Различные исполнители — продюсер Ти Боун Бёрнетт; — звукоинженеры/микширование Майк Пьерсент и Питер Керленд; — звукоинженер/мастерингГэвин Лурссен; — исполнители Элисон Краусс и Union Station (Барри Балс, Рон Блок, Джерри Дуглас, Элисон Краусс, Дэн Таймински), Крис Шарп, Крис Томас Кинг, Эммилу Харрис, Галлиан Уэлч, Харли АлленДжон Хартфорд, Майк Комптон, Норман Блейк, Пэт Энрайт, The Peasall Sisters (Ханна Писолл, Леа Писолл, Сара Писолл), Ральф Стэнли, Сэм Буш, Стьюарт Дункан, The Cox Family (Эвелин Кокс, Сидни Кокс, Сюзанна Кокс, Уиллард Кокс), The Fairfield Four (Натан Бэст, Исаак Фримен, Роберт Хэмлетт, Джеймс Хилл, Джозеф Рис, Уилсон Уотерс-младший), The Whites (Бак Уайт, Шерил Уайт, Шерон Уайт) и Тим Блейк Нельсон; | O Brother, Where Art Thou? Soundtrack | - Acoustic Soul — Индиа.Ари - Love and Theft — Боб Дилан - Stankonia — OutKast - All That You Can't Leave Behind — U2                                                     |                              |       |
| 2003 | Нора Джонс; — звукоинженеры Джей Ньюленд и S. Husky Höskulds; — мастеринг Тед Дженсен; — продюсеры Ариф Мардин, Крейг Стрит, Джей Ньюленд и Нора Джонс | Come Away with Me                     | - Home — Dixie Chicks - The Eminem Show — Эминем - Nellyville — Nelly - The Rising — Брюс спрингстин                                                                      | Нора Джонс                   |       |
| 2004 | OutKast (André 3000 и Big Boi); — звукоинженеры Брайа Патуралски, Крис Кармауч, Даррелл Торп, Декстер Симмонс, Джон Фрай, Кевин Дэвис, Мэтт Стилл, Мока Нагатани, Нил Поуг, Падраик Керин, Пит Новак, Реджи Дозьер, Роберт Хэннон, Торренс Кэш и Винсент Александер; — мастеринг Берни Грундман и Брайан Гарднер; — продюсеры André 3000, Big Boi & Carl Mo | Speakerboxxx/The Love Below           | - Under Construction — Мисси Эллиотт - Fallen — Evanescence - Justified — Джастин Тимберлейк - Elephant — The White Stripes                                               | OutKast                      |       |
| 2005 | Рэй Чарльз & Various Artists; — звукоинженеры Эл Шмитт, Эд Такер, Джоэл Мосс, Джон Харрис, Марк Флеминг, Питер Карам, Роберт Фернандес, Сет Пресант и Терри Ховард; мастеринг Дуг Сакс и Роберт Хэдлей; продюсеры Дон Мизелл, Герберт Уолтли, Джон Бурк, Фил Рамон и Терри Ховард | Genius Loves Company                  | - American Idiot — Green Day - The Diary of Alicia Keys — Алиша Киз - Confessions — Ашер - The College Dropout — Канье Уэст                                               | Рэй Чарльз                   |       |
| 2006 | U2 (Боно, Адам Клейтон, Эдж, Ларри Маллен); — звукоинженеры Карл Глэнвилл, Флад, Грег Коллинс, Джекнайф Ли, Нелли Хупер, Симон Гогерли и Стив Лиллиуайт; мастеринг Арни Акоста; продюсеры Брайан Ино, Крис Томас, Даниэль Лануа, Флад, Джекнайф Ли и Стив Лиллиуайт | How to Dismantle an Atomic Bomb       | - The Emancipation of Mimi — Мэрайя Кэри - Chaos and Creation in the Backyard — Пол Маккартни - Love. Angel. Music. Baby. — Гвен Стефани - Late Registration — Канье Уэст | U2                           |       |
| 2007 | Dixie Chicks (Марти Магуайр, Натали Мэнс и Эмили Робинсон); — звукоинженеры Крис Теста, Джим Скотт и Ричард Додд; мастеринг Ричард Додд; продюсер Рик Рубин | Taking the Long Way                   | - St. Elsewhere — Gnarls Barkley - Continuum — Джон Мейер - Stadium Arcadium — Red Hot Chili Peppers - FutureSex/LoveSounds — Джастин Тимберлейк                          | Dixie Chicks                 |       |
| 2008 | Херби Хэнкок; при участии Норы Джонс, Джони Митчелл, Корин Бэйли Рэй , Тины Тёрнер; продюсер Херби Хэнкок & Ларри Клейн; звукоинженер Хелик Хадар; мастеринг Берни Грундман | River: The Joni Letters               | - Echoes, Silence, Patience & Grace — Foo Fighters - These Days — Винс Гилл - Graduation — Канье Уэст - Back to Black — Эми Уайнхаус                                      | Херби Хэнкок                 |       |
| 2009 | Роберт Плант и Элисон Краусс; продюсер Ти-Боун Бёрнетт; звукоинженер Майк Пьерсонте; мастеринг Gavin Lurssen | Raising Sand                          | - Viva la Vida or Death and All His Friends — Coldplay - Tha Carter III — Лил Уэйн - Year of the Gentleman — Ни-Йо - In Rainbows — Radiohead                              | Элисон Краусс · Роберт Плант |       |

## 2010-е годы
| Год  | Победители | Альбом                 | Номинанты | Фото            |                      |
| ---- | --- | ---------------------- | --- | --------------- | -------------------- |
| 2010 | Тейлор Свифт; — приглашённая певица Колби Кэйллат; — продюсеры Нэтан Чапман и Тейлор Свифт; — звукоинженеры Чед Карлсон, Джастин Нибанк и Нэтан Чапман; — мастеринг: Хэнк Уильямс | Fearless               | - I Am... Sasha Fierce — Бейонсе - The E.N.D. — Black Eyed Peas - The Fame — Леди Гага - Big Whiskey & the GrooGrux King — Dave Matthews Band                                                                                 | Тейлор Свифт    |                      |
| 2011 | Arcade Fire (Уильям Батлер, Уин Батлер, Реджин Шассан, Джереми Гара, Тимоти Кингсбери, Сара Нойфелд, Ричард Рид Перри); — продюсеры Arcade Fire (Уильям Батлер, Уин Батлер, Реджин Шассан, Джереми Гара, Тимоти Кингсбери, Сара Нойфелд, Ричард Рид Перри) и Маркус Дравс; — звукоинженеры Arcade Fire (Уильям Батлер, Уин Батлер, Реджин Шассан, Джереми Гара, Тимоти Кингсбери, Сара Нойфелд, Ричард Рид Перри), Крэйг Силвей, Марк Лоусон и Маркус Дравс; — мастеринг: Джордж Марино                                                | The Suburbs            | - Recovery — Эминем - Need You Now — Lady Antebellum - The Fame Monster — Lady Gaga - Teenage Dream — Кэти Перри | Arcade Fire     |                      |
| 2012 | Адель; — продюсеры Джим Эббис, Адель, Пол Эпуорт, Рик Рубин, Фрейзер Смит и Райан Теддер, Дэн Уилсон; — звукоинженеры Эндрю Шепс, Беатриз Артола, Дэн Пэрри, Фрейзер Смит, Грег Фиделман, Иэн Даулинг, Джим Эббис, Марк Ранкин, Филип Аллен, Райан Теддер, Стив Прайс и Том Элмхерст; — мастеринг: Том Койн | 21                     | - Wasting Light — Foo Fighters - Born This Way — Леди Гага - Doo-Wops & Hooligans — Бруно Марс при участии B.o.B, Cee Lo Green & Damian Marley - Loud — Рианна при участии Drake, Эминема & Ники Минаж                        | Адель           |                      |
| 2013 | Mumford & Sons (Тэд Двэйн, Бэн Ловэтт, Маркус Мамфорд, Уинстон Маршал); — продюсер Маркус Дравс; — звукоинженеры Робин Бейнтон, Ruadhri Cushnan; — мастеринг: Боб Людвиг | Babel                  | - El Camino — The Black Keys - Some Nights — Fun - Channel Orange — Фрэнк Оушен - Blunderbuss — Джек Уайт | Mumford & Sons  |                      |
| 2014 | Daft Punk (Тома Бангальтер и Ги-Мануэль де Омем-Кристо); — приглашённые музыканты: Джулиан Касабланкас, DJ Falcon, Тодд Эдвардс, Чилли Гонзалес, Джорджо Мородер, Panda Bear, Найл Роджерс, Пол Уильямс и Фаррелл Уильямс; — звукоинженеры: Питер Франко, Мик Газааски, Флориан Лагатта, Гуйлламе Ле Бра и Дэниел Лернер; — продюсеры: Тома Бангальтер, Джулиан Касабланкас, Ги-Мануэль де Омем-Кристо, DJ Falcon и Тодд Эдвардс; — мастеринг-инженеры: Антуан «Chab» Шабер & Боб Людвиг.                                              | Random Access Memories | - Good Kid, M.A.A.D City — Кендрик Ламар - The Blessed Unrest — Сара Бареллис - The Heist — Macklemore & Райан Льюис - Red — Тейлор Свифт                                                                                     | Daft Punk       |                      |
| 2015 | Бек; — звукоинженеры: Том Элмхерст, Дэвид Гринбаум, Коул Марсден Гриф-Нейл, Флориан Лагатта, Робби Нельсон, Даррелл Торп, Кессиди Турбин и Джо Вискано; — продюсер: Бек; — мастеринг-инженеры: Боб Людвиг. | Morning Phase          | - Beyoncé — Бейонсе - x — Эд Ширан - G I R L — Фаррелл - In the Lonely Hour — Сэм Смит | Бек             | [ 47 ]               |
| 2016 | Тейлор Свифт; — звукоинженеры: Сербан Генеа, Джон Хейнес, Петеер Карлссон, Смит Карлсон, Брендан Моравски; — продюсер: Макс Мартин, Тейлор Свифт, Джек Антонофф, Нэтан Чапман, Хип Имоджен, Грег Кёрстин, Mattman & Robin (Робин Фредрикссон и Маттиас Ларрсон), Али Пайами, Shellback, Райан Теддер & Ноэль Занканелла; — мастеринг-инженеры: Том Койн. | 1989                   | - Sound & Color — Alabama Shakes - To Pimp a Butterfly — Кендрик Ламар - Traveller — Крис Стэплтон - Beauty Behind the Madness — The Weeknd                                                                                   |                 | [ 48 ]               |
| 2017 | Адель; — продюсеры: Danger Mouse, Самуэл Диксон, Пол Эпуорт, Грег Кёрстин, Макс Мартин, Ариель Рехтшайд, Shellback, The Smeezingtons & Райан Теддер; — звукоинженеры: Джулиан Берг, Аустен Юкс Чандлер, Камерун Крейг, Самуэль Диксон, Том Элмхирст, Диклен Гаффни, Сербан Генеа, Джон Хейнс, Эмиль Хейни, Ян Холзнер, Майкл Илберт, Крис Касич, Грег Кёрстин, Чарлз Мониц, Лиам Нолан, Алекс Паско, Майк Пьезант, Ариэль Рехтшайд, Рич Рич, Дейв Шифман, Джо Висциано и Мэтт Уиггинс; — мастеринг-инженеры: Том Койн и Рэнди Меррилл. | 25                     | - Lemonade — Бейонсе - Purpose — Джастин Бибер - Views — Дрейк - A Sailor's Guide to Earth — Стерджил Симпсон | Адель           | [ 49 ]               |
| 2018 | Бруно Марс — продюсеры: Shampoo Press & Curl — звукоинженеры: Сербан Генеа, John Hanes & Charles Moniz — мастеринг-инженер: Том Койн | 24K Magic              | - Awaken, My Love! — Чайлдиш Гамбино - 4:44 — Jay-Z - DAMN. — Кендрик Ламар - Melodrama — Лорд | Бруно Марс      | [ 50 ] [ 51 ] [ 52 ] |
| 2019 | Кейси Масгрейвс — продюсеры: Ian Fitchuk, Kacey Musgraves & Daniel Tashian — звукоинженеры: Craig Alvin & Shawn Everett — авторы: Ian Fitchuk, Kacey Musgraves & Daniel Tashian — мастеринг: Greg Calbi & Steve Fallone | Golden Hour            | - Invasion of Privacy — Карди Би - By the Way, I Forgive You — Брэнди Карлайл - Scorpion — Дрейк - H.E.R. — H.E.R. - Beerbongs & Bentleys — Post Malone - Dirty Computer — Жанель Монэ - Black Panther: The Album — саундтрек | Кейси Масгрейвс | [ 53 ] [ 54 ]        |

## 2020-е годы
| Год  | Победители | Альбом                                   | Номинанты | Фото         |        |
| ---- | --- | ---------------------------------------- | --- | ------------ | ------ |
| 2020 | Билли Айлиш; — продюсер: Финнеас О’Коннелл; — звукоинженеры: Rob Kinelski и Финнеас О’Коннелл; — авторы: Билли Айлиш и Финнеас О’Коннелл — мастеринг: John Greenham | When We All Fall Asleep, Where Do We Go? | - I, I — Bon Iver - Norman Fucking Rockwell! — Лана Дель Рей - Thank U, Next — Ариана Гранде - I Used to Know Her — H.E.R. - 7 — Lil Nas X - Cuz I Love You — Lizzo - Father of the Bride — Vampire Weekend                                                                                 | Билли Айлиш  | [ 55 ] |
| 2021 | Тейлор Свифт; — продюсеры: Аарон Десснер, Джек Антонофф, Тейлор Свифт; — звукоинженеры: Джек Антонофф, Аарон Десснер, Сербан Генеа, Джон Хейнс, Джонатан Лоу, Лора Сиск; — авторы: Тейлор Свифт, Аарон Десснер; — мастеринг: Рэнди Меррилл                                                                                                   | Folklore                                 | - Black Pumas (Deluxe Edition) — Black Pumas - Chilombo — Джене Айко - Djesse Vol. 3 — Джейкоб Кольер - Everyday Life — Coldplay - Future Nostalgia — Дуа Липа - Hollywood's Bleeding — Post Malone - Women in Music Pt. III — Haim                                                         | Тейлор Свифт | [ 56 ] |
| 2022 | Джон Батист | We Are                                   | - Back of My Mind — H.E.R. - Donda — Канье Уэст - Evermore — Тейлор Свифт - Happier Than Ever — Билли Айлиш - Justice (Triple Chucks Deluxe) — Джастин Бибер - Love for Sale — Тони Беннетт & Леди Гага - Montero — Lil Nas X - Planet Her (Deluxe) — Doja Cat - Sour — Оливия Родриго      | Джон Батист  | [ 57 ] |
| 2023 | Гарри Стайлз — продюсеры: Tyler Johnson, Kid Harpoon & Sammy Witte; — звукоинженеры: Jeremy Hatcher, Oli Jacobs, Nick Lobel, Спайк Стент & Sammy Witte; — авторы: Эми Аллен, Tobias Jesso Jr., Tyler Johnson, Kid Harpoon, Mitch Rowland, Гарри Стайлз & Sammy Witte; — мастеринг: Рэнди Меррилл                                             | Harry’s House                            | - 30 — Адель - Good Morning Gorgeous — Мэри Джей Блайдж - In These Silent Days — Брэнди Карлайл - Mr. Morale & the Big Steppers — Кендрик Ламар - Music of the Spheres — Coldplay - Renaissance — Бейонсе - Special — Лиззо - Un Verano Sin Ti — Бэд Банни - Voyage — ABBA                  | Гарри Стайлз | [ 58 ] |
| 2024 | Тейлор Свифт; — продюсеры: Джек Антонофф, Тейлор Свифт; — звукоинженеры: Джек Антонофф, Zem Audu, Сербан Генеа, David Hart, Mikey Freedom Hart, Sean Hutchinson, Ken Lewis, Michael Riddleberger, Лора Сиск & Эван Смит, — авторы: Джек Антонофф, Тейлор Свифт; — мастеринг: Рэнди Меррилл                                                   | Midnights                                | - World Music Radio — Джон Батист - The Record — Boygenius - Endless Summer Vacation — Майли Сайрус - Did You Know That There’s a Tunnel Under Ocean Blvd — Лана Дель Рей - The Age of Pleasure — Жанель Монэ - Guts — Оливия Родриго - SOS — SZA                                           | Тейлор Свифт | [ 59 ] |
| 2025 | Бейонсе — продюсеры: Бейонсе, Terius «The-Dream» Gesteelde-Diamant & Dave Hamelin. — звукоинженеры: Matheus Braz, Brandon Harding, Hotae Alexander Jang, Dani Pampuri & Stuart White. — авторы: Ryan Beatty, Бейонсе, Camaron Ochs, Terius «The-Dream» Gesteelde-Diamant, Dave Hamelin, S. Carter & Рафаэл Садик. — мастеринг: Colin Leonard | Cowboy Carter                            | - New Blue Sun — André 3000 - Cowboy Carter — Бейонсе - Short n’ Sweet — Сабрина Карпентер - Brat — Charli XCX - Djesse Vol. 4 — Джейкоб Кольер - Hit Me Hard and Soft — Билли Айлиш - The Rise and Fall of a Midwest Princess — Чаппелл Рон - The Tortured Poets Department — Тейлор Свифт |              | [ 60 ] |